# Юрджс, Роберт
Роберт Юрджс (латыш. Roberts Jurdžs; 11 апреля 1963, Лудза — 9 декабря 2002, там же) — латвийский врач и политик, министр внутренних дел и социального обеспечения Латвии (16 июля 1999 — 30 сентября 2002). Депутат 6-го и 7-го Сеймов.

## Биография
Роберт Юрджс родился 11 апреля 1963 года. В 1981 году окончил Лудзенскую среднюю школу. В 1987 году окончил Рижский медицинский институт по специальности «медицина». Он также посещал курсы Ортопедического фонда Кегги в США.
В 1987 году он стал хирургом Резекненской центральной больницы. Кроме того, после окончания РМИ Р. Юрджс в течение года проходил интернатуру в институте и получил специальность хирурга-травматолога. С 1990 по 1991 год прошел переподготовку на врача-анестезиолога-реаниматолога. До 1995 года он возглавлял отделение реанимации и анестезиологии Резекненской больницы, а также возглавлял медицинское отделение Латгальской бригады Национальной гвардии Латвийской Республики.
После поражения на выборах 8-го Сейма Р. Юрджс стал анестезиологом реанимационного отделения Огрской больницы.

### Сейм
Избран кандидатом на выборах в Сейм 6-го созыва от списка «Отечество и свобода». Работал в комитетах по обороне и внутренним делам, а также по социальным и трудовым вопросам и в нескольких подкомитетах. Позже он баллотировался на выборах в 7-й Сейм по списку за «Отечество и свободу» / LNNK. Он также работал в Комиссии национальной безопасности и Комиссии по социальным и трудовым вопросам, и в нескольких подкомитетах.
Р. Юрджс также участвовал в выборах в 8-й Сейм, однако он не был избран.

### Работа в правительстве
26 ноября 1998 года он стал министром внутренних дел в правительстве Кристопана. Был у власти до смены правительства 16 июля 1999 г. Тогдашний начальник Государственной полиции Юрис Рекшня позже сказал, что, по его мнению, «лучшим министром внутренних дел в независимой Латвии был Роберт Юрджс», добавив, что «в любом случае за его время было сделано много». Сразу после этого Юрджс был назначен министром благосостояния в правительстве Шкеле.

### Смерть
9 декабря 2002 года в возрасте 39 лет Роберт Юрджс внезапно скончался в своем доме в Риге. Сообщается, что до тех пор он не жаловался на проблемы со здоровьем. После медицинского обследования причиной смерти был признан сердечный приступ. Похоронен на семейном кладбище в Лудзе.